# Carel van Nievelt
Carel van Nievelt (Delfshaven, 20 juni 1843 – Wiesbaden, 2 augustus 1913) was een schrijver en journalist die ook onder de naam Gabriël, J. van den Oude en Ypsilon publiceerde. Hij schreef reisverhalen en fantastische literatuur.

## Biografie
Van Nievelt was korte tijd ambtenaar in Nederlands-Indië. Door ziekte voelde hij zich gedwongen ontslag te nemen, en naar Nederland terug te keren. Daar werd hij redacteur van de Nieuwe Rotterdamsche Courant (1869) en medewerker van Los en vast. Later schreef hij onder het pseudoniem 'J. van den Oude' boekrecensies voor Het Nieuws van den Dag. In zijn jaren bij het Nieuws van den Dag schreef hij in de zaterdagavondedities hoofdartikelen onder het pseudoniem 'Ypsilon', zijn z.g. "Leekepreeken". Deze stukken werden in 1914 gebundeld onder de titel Levenskunst. Ook publiceerde hij in De Gids.
In 1895 verhuisde Van Nievelt naar Wiesbaden in Duitsland, waar hij in 1913 op 70-jarige leeftijd overleed.